# Степной (Калмыкия)
Степной (калм. Бөгләтә) — посёлок в Яшкульском районе Калмыкии, в составе Хулхутинского сельского муниципального образования. Посёлок расположен на крайнем востоке Яшкульского района в 18 км к северо-востоку от посёлка Хулхута.

## Название
На советских топографических картах обозначался под названием Беглете. Вплоть до 1940-х на месте посёлка имелся лишь колодец "Беглете". Это название можно перевести как закупоренный, заткнутый (калм. бөгләтә - закупоренный, заткнутый). Дата присвоения названия Степной неизвестна.

## История
Дата основания не установлена. Предположительно основан во второй половине XX века. Посёлок обозначен на топографической карте 1984 года. К 1989 году в посёлке проживало около 20 человек.

## Физико-географическая характеристика
Посёлок расположен на востоке Яшкульского района, на Чёрных землях, в пределах Прикаспийской низменности, являющейся частью Прикаспийской низменности, на высоте около 10 метров ниже уровня мирового океана. Рельеф местности равнинный, практически плоский. Развиты формы мезо- и микрорельефа: песчаные бугры, бугорки, западины. Местами имеются участки незакреплённых песков. Почвы бурые солонцеватые и солончаковые. Почвообразующие породы - пески
По автомобильной дороге расстояние до столицы Калмыкии города Элиста составляет 190 км, до районного центра посёлка Яшкуль - 100 км, до административного центра сельского поселения посёлка Хулхута - 18 км.
Как и для всего Яшкульского района, для посёлка характерен резко континентальный климат, с жарким и засушливым летом, практически бесснежной ветреной, иногда со значительными холодами, зимой.
Часовой пояс
Степной, как и вся Республика Калмыкия, находится в часовой зоне МСК (московское время). Смещение применяемого времени относительно UTC составляет +3:00.

## Население
| 2002 | 2010 |
| ---- | ---- |
| 15   | ↘8   |

Национальный состав
Согласно результатам переписи 2002 года большинство населения посёлка составляли казахи (72 %)
| Национальность | Численность (2010) | Процент |
| -------------- | ------------------ | ------- |
| Даргинцы       | 8                  | 100%    |
| Всего          | 8                  | 100%    |